# Mozdok
Mozdok (russisk: Моздо́к; ossetisk: Мæздæг) er en by med 35.662(2023) indbyggere beliggende i den nordlige del af Republikken Nordossetien–Alania i Nordkaukasiske føderale distrikt i Den Russiske Føderation i det nordlige Kaukasus. Byens navn betyder direkte oversat "tæt skov" på sproget kabardinische.
Mozdok ligger ved floden Terek, ca. 92 km nord for republikkens hovedstad Vladikavkaz. Byen blev grundlagt i 1759 og fik officiel status som by i 1785.
I juni 2003 kørte en selvmordsbomber ind i et bus fuld af russiske tropper og i august samme år bragte en anden selvmordsterrorist en stor lastbil fyldt med sprængstof til sprængning uden for et hospital i byen. Bygningen fik omfattende skader og over 50 personer blev dræbt. Begge angreb var relateret til konflikten i Tjetjenien.

## Befolkningsudvikling
Med 35.662(2023) indbyggere er byen Mozdok Nordossetien anden største by.
- 1897 – 14.600
- 1959 – 25.600
- 1970 – 32.400
- 1979 – 34.000
- 1989 – 38.000
- 2000 – 39.300
- 2003 – 42.300
- 2005 – 41.800

## Eksterne henvisniner
- Wikimedia Commons har flere filer relateret til Mozdok
- Mozdok på Google Maps
- Russia's suicide bomb nightmare, BBC, 6. februar 2004 (engelsk)
- China expresses sorrow for Russian bomb victims, China Daily, 3. august 2003 (engelsk)